# Батаминское муниципальное образование
Батаминское муниципальное образование — муниципальное образование со статусом сельского поселения в Зиминском районе Иркутской области России.
Административный центр — посёлок Батама.

## Население
| 2010 | 2011  | 2012  | 2013  | 2014  | 2015  | 2016  | 2017  |
| ---- | ----- | ----- | ----- | ----- | ----- | ----- | ----- |
| 1640 | ↘1639 | ↘1635 | ↗1641 | ↘1630 | ↘1625 | ↘1589 | ↘1586 |

По результатам Всероссийской переписи населения 2010 года численность населения муниципального образования составила 1640 человек, в том числе 781  мужчина и 859 женщин.

## Населенные пункты
В состав муниципального образования входят населенные пункты
| № | Населённый пункт | Тип населённого пункта       | Население |
| - | ---------------- | ---------------------------- | --------- |
| 1 | Басалаевка       | село                         | ↘272      |
| 2 | Батама           | село, административный центр | ↗991      |
| 3 | Верхняя Зима     | посёлок                      | ↘54       |
| 4 | Игнай            | деревня                      | →28       |
| 5 | Новоникольск     | деревня                      | ↘58       |
| 6 | Сологубово       | село                         | ↗154      |
| 7 | Стибутовский     | участок                      | ↘78       |

Исчезнувшие населённые пункты
- Ленковский
- Шерагул
- Хаты
- Бандураевка
- Кувардинск
- Кукулёновка
- Санахатой
- Участок Скворцовский [9]

## Урочища на территории муниципального образования
- Жарниково
- Койрова падь
- Мумские склады. Название происходит от складов и названия реки Мума, протекающей рядом, или от названия деревни Мума, ныне исчезнувшей, располагавшейся примерно в 5 километрах от урочища.[10] Название Мума, в свою очередь, происходит от эвенкийского муумэ — водный (образованный водой).[11] В 1960-х годах здесь располагались склады и подсобные хозяйства. С 1990-х — покосы. В настоящий момент поле практически всё заросло берёзой.[12]